# Осиновка (Восточно-Казахстанская область)
Осиновка (каз. Осиновка) — упразднённое село в Зыряновском районе Восточно-Казахстанской области Казахстана. Входило в состав Тургусунского сельского округа. Ликвидировано в 1999 г.

## Население
На карте 1984 г. в селе значатся 280 жителей.